# Nearer, My God, to Thee

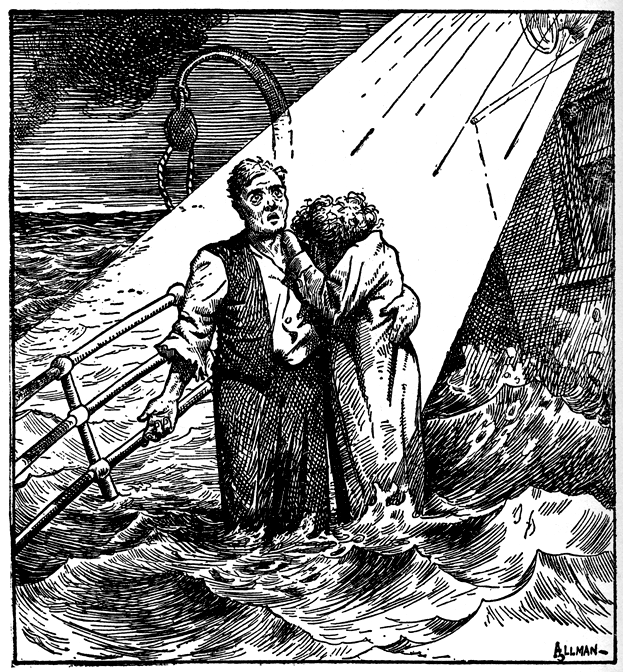
찬송가의 1912년 카툰

Nearer, My God, to Thee(개신교: '내 주를 가까이 하게 함은', 가톨릭: '주여 임하소서', 성공회: '내 주를 가까이')는 사라 플라워 아담스(Sarah Flower Adams)가 쓴 19세기 기독교 찬송으로, 야곱의 꿈에 대한 이야기를 담고 있다. 창세기 28장 11~12절은 다음과 같이 번역된다. “한 곳에 이르러는 해가 졌으므로 거기서 밤새도록 머물며 그곳의 돌 중 하나를 가져다가 자기 머리에 두고 그가 거기 누워 자더니 꿈에 본즉 사닥다리가 땅 위에 섰는데 그 꼭대기가 하늘에 닿았고 거기 하나님의 사자들이 그 위에서 오르락내리락하는지라..."
이 찬송가는 다른 용도 중에서도 RMS 타이타닉의 밴드가 배가 침몰하기 전에 연주한 마지막 노래로, 1906년 캐나다 해안에서 SS 발렌시아호가 침몰할 때 승무원과 승객이 부른 노래로 잘 알려져 있다.

## 가사

### 영어 원문
이 찬송가의 가사 원문은 아래와 같다.
Nearer, my God, to Thee, nearer to Thee!
E'en though it be a cross that raiseth me;
Still all my song shall be nearer, my God, to Thee,
Chorus: Nearer, my God, to Thee, nearer to Thee!
Though like the wanderer, the sun gone down,
Darkness be over me, my rest a stone;
Yet in my dreams I'd be nearer, my God, to Thee,
Nearer, my God, to Thee, nearer to Thee!
There let the way appear steps unto heav'n;
All that Thou sendest me in mercy giv'n;
Angels to beckon me nearer, my God, to Thee,
Nearer, my God, to Thee, nearer to Thee!
Then with my waking thoughts bright with Thy praise,
Out of my stony griefs Bethel I'll raise;
So by my woes to be nearer, my God, to Thee,
Nearer, my God, to Thee, nearer to Thee!
Or if on joyful wing, cleaving the sky,
Sun, moon, and stars forgot, upwards I fly,
Still all my song shall be, nearer, my God, to Thee,
Nearer, my God, to Thee, nearer to Thee!
에드워드 헨리 비커스테스 주니어에 의해 6절이 추가되었다:
There in my Father's home, safe and at rest,
There in my Saviour's love, perfectly blest;
Age after age to be, nearer my God to Thee,
Nearer, my God, to Thee, nearer to Thee!

### 한국어

#### 개신교
내 주를 가까이 하게 함은
십자가 짐 같은 고생이나
내 일생 소원은 늘 찬송하면서
주께 더 나가기 원합니다
내 고생하는 것 옛 야곱이
돌베개 베고 잠 같습니다
꿈에도 소원이 늘 찬송하면서
주께 더 나가기 원합니다
천성에 가는 길 험하여도
생명길 되나니 은혜로다
천사 날 부르니 늘 찬송하면서
주께 더 나가기 원합니다
야곱이 잠깨어 일어난 후
돌단을 쌓은 것 본 받아서
숨질 때 되도록 늘 찬송하면서
주께 더 나가기 원합니다

#### 성공회
내 주를 가까이 하려함은
십자가 짐 같은 고생이나
내 일생 소원은 늘 찬송하면서
주께 더 나가기 원합니다
나그네 야곱과 같은 이 몸
돌베개 베고서 잠을 자도
꿈에도 소원은 늘 찬송하면서
주께 더 나가기 원합니다
하늘로 오를 길 보이시고
은총의 손으로 도우소서
천사 날 부르니 늘 찬송하면서
주께 더 나가기 원합니다
야곱이 잠 깨어 일어난 후
돌단을 쌓은 것 본받아서
고통을 당해도 늘 찬송하면서
주께 더 나가기 원합니다
내 영혼 즐거이 날개 펴고
저 하늘 별 넘어 올라갈 때
나 기뻐 외치리 늘 찬송하면서
주께 더 나가기 원합니다

#### 가톨릭
주여 임하소서 내 마음에
암흑에 헤매는 한 마리 양을
태양과 같으신 사랑의 빛으로
오소서 오 주여 찾아오소서
내 피요 살이요 생명이요
내 사랑 전체여 나의 예수여
당신의 사랑에 영원히 살리다
오 내 주 천주여 받아주소서
내 나아가리다 주 대전에
성혈로 씻으사 받아주소서
거룩한 몸이여 구원의 성체여
영원한 생명을 내게 주소서

## 노랫말과 음악
가사는 영국 시인이자 유니테리언 찬송가 작가인 사라 플라워 아담스가 1841년 영국 에식스주 로턴 (에식스주)에 있는 그녀의 집 "서니뱅크"(Sunnybank)에서 썼다. 이 곡은 윌리엄 존슨 폭스의 "Hymns and Anthems" 컬렉션을 위해 아담스의 여동생인 작곡가 엘리자 플라워가 처음으로 음악을 구성했다.